# Coelichneumon nothus
Coelichneumon nothus är en stekelart som först beskrevs av Holmgren 1880.  Coelichneumon nothus ingår i släktet Coelichneumon och familjen brokparasitsteklar. Arten är reproducerande i Sverige. Inga underarter finns listade i Catalogue of Life.